# Theologia Deutsch
De Theologia Deutsch (ook: De Franckforter of De Frankfurter) is een Duitstalig mystiek geschrift uit de 14e eeuw, van een onbekende auteur die vermoedelijk als priester in  verbonden was aan de Duitse Orde te Frankfurt am Main.

## Inhoud en Invloed
De tekst is een 14e-eeuws anoniem traktaat in het toenmalig gesproken duits.  In het boek wordt een gespiritualiseerde, mystieke vroomheid gepropageerd, zoals die eerder door Meester Eckhart, Johannes Tauler en anderen verwoord was. Martin Luther, die deze tekst in twee geannoteerde uitgaven in 1516 (fragmentarisch) en 1518 (volledig) uitgegeven heeft, was van mening dat er buiten de Bijbel en de Confessiones van Augustinus geen tekst was die hem meer over God, Christus, de mens en de wereld geleerd heeft.
De vandaag gebruikelijke naam van dit werk gaat terug op Martin Luther, die de tekst onder de titel Eyn deutsch Theologia voor het eerst in druk uitgaf: eerst in 1516 op basis van een onvolledige handschrift, vervolgens in 1518 op basis van een volledige tekst.  Met deze titel en het door hem geschreven voorwoord stelt de reformator zich op tegenover de scholastiek en claimde voor het Duits een gelijkwaardige plaats als theologische taal naast het Latijn, Grieks en Hebreeuws.
De Frankfurter wordt vaak in combinatie met andere teksten uit de Duitse Mystiek overgeleverd: de geschriften van Meester Eckhart, Johannes Tauler en Hendrik Seuse. Ook inhoudelijk staat de tekst in de traditie van deze mystici: het hoogste doel, de vereniging van de ziel met God (Unio mystica), is al op aarde mogelijk.  De orthodoxe theologie bestrijdt de ketterse mystiek van de Broeders van de Vrije Geest, en benadrukt de noodzakelijkheid van de gehoorzaamheid aan en de betekenis van Jesus voor het menselijke heil.  Tegenwoordig huldigen de meeste onderzoekers het standpunt dat de tekst het ketterse pantheïsme afwijst.  De plaatsing op de pauselijke index in 1612 werd pas bij de opheffing van de hele Index in 1966 opgeheven.
In de middeleeuwen werd het geschrift ven de kant van de kerk niet bekritiseerd, maar was ook niet wijdverspreid.  Er zijn slechts tien, voor een deel onvolledige, handschriften bekend. Een daarvan is waarschijnlijk overgenomen van een gedrukte uitgave uit de 16e eeuw. In de recente geschiedenis leidde de heruitgaven en de waardering ervan door Luther tot een hernieuwde interesse in de Theologia deutsch.